# Éjaculation précoce
 Mise en garde médicale
L’éjaculation précoce (ou éjaculation prématurée) est un trouble sexuel durant lequel un homme éjacule trop tôt sans contrôle volontaire possible. Il n’existe pas de définition universelle, notamment sur le temps minimal que devrait durer la pénétration lors d’une relation sexuelle, mais il peut sembler important que l’homme puisse contrôler le moment de son orgasme afin que la sexualité soit vécue comme épanouie. Il est question d’éjaculation précoce lorsque l’éjaculation survient avant que l’un ou l’autre des partenaires ne le souhaite.
L’éjaculation précoce n’est pas une maladie somatique, l’éjaculateur prématuré fonctionnant parfaitement bien au niveau physiologique, mais la difficulté à contrôler son éjaculation peut parfois être mal vécue et nuire à la sexualité du couple. Les causes sont variées. Il est question d’éjaculation précoce primaire lorsque l’homme a toujours éjaculé de façon incontrôlée, depuis son premier rapport sexuel, malgré une longue expérience et des rapports sexuels répétés, avec des partenaires stables. Il est question d’éjaculation précoce secondaire lorsqu’un homme qui n’avait pas de problème de contrôle de son éjaculation s’y trouve soudainement confronté de façon répétée. Souvent, c’est à la suite d’un choc émotionnel que l’éjaculation précoce apparaît. Selon un sondage OpinionWay, un homme sur deux serait concerné par ce type de trouble.

## Définition
L'éjaculation précoce a été définie en 2008 par la Société Internationale de Médecine Sexuelle par l'association de trois critères : délai entre l'intromission du pénis et l'éjaculation inférieure à une minute, impossibilité de retarder l'éjaculation, sentiment d'insatisfaction ou de frustration de l'un des deux partenaires. L'éjaculation prématurée est qualifiée de primaire si elle est ainsi dès le premier coït et secondaire si elle survient après une période de fonctionnement sexuel satisfaisant. Elle peut être transitoire, intermittente, constante dans le temps, concerner tous les partenaires ou seulement quelques-uns. L'éjaculation précoce peut survenir à différents moments au cours de l'activité sexuelle. Selon les individus, elle peut se produire lorsque les partenaires se dévêtent, durant les préliminaires, au moment de l'intromission du pénis, après quelques poussées pelviennes, peu de temps après le début de la pénétration. Dans ce dernier cas, cela peut varier entre quinze secondes à deux minutes.
L'éjaculation précoce n'est pas une maladie au sens biologique du terme : pour un animal mâle, il est naturel d'éjaculer le plus rapidement possible afin d'augmenter les chances de perpétuer ses gènes, car dans la nature rien ne garantit que le rapport sexuel ne sera pas interrompu. Le principe de l'éjaculation contrôlée afin de satisfaire les partenaires est une préoccupation sociale, non un impératif biologique.
L'éjaculation précoce peut être ou non associée à d'autres problèmes sexuels comme l'impuissance ou la dyspareunie. Elle est la préoccupation sexuelle masculine la plus répandue. 75 % des hommes interrogés par le rapport Kinsey (1948) disent éjaculer en moins de deux minutes après la pénétration dans plus de la moitié de leurs rencontres sexuelles. Environ un tiers des hommes consultant en sexologie se plaignent de cette difficulté qui motiverait 20 % des demandes concernant la sexualité en médecine générale. Pour un homme sur trois souffrant d’éjaculation précoce, cette condition est source de colère, de honte et de dépression. La moitié des hommes atteints d’éjaculation précoce avouent culpabiliser et éprouver un sentiment d’échec. Les compagnes ou compagnons sont invités à encourager leur partenaire en dédramatisant la situation, pour éviter de tomber dans le cercle de la culpabilité et de la honte, qui ont tendance à enfermer l'homme dans son problème, atteint dans sa virilité[réf. souhaitée].

## Traitements
La Société Internationale de Médecine Sexuelle a publié en 2010 des recommandations sur la prise en charge de l'éjaculation précoce.

### Médicaments
Certains médicaments permettent de ralentir l’arrivée de l’éjaculation. Cependant, ces médicaments doivent être prescrits en association avec l’approche psychodynamique et comportementale, et vus comme une aide temporaire.
L’application d’un anesthésique local à base de lidocaïne sur la verge diminue la sensibilité de celle-ci[réf. nécessaire]. Les antidépresseurs et notamment les inhibiteurs de recapture de la sérotonine semblent efficaces dans cette indication. Par exemple, le Floxyfral (fluvoxamine), le Zoloft (sertraline), le Prozac (fluoxétine) et le Deroxat (paroxétine). Comme tout médicament, le recours à des antidépresseurs a des effets secondaires plus ou moins gênants et doit se faire dans le cadre d’un suivi médicalisé. La dapoxétine est commercialisée depuis 2011 sous le nom de Priligy dans certains pays européens tels que l’Allemagne, l’Autriche, la Finlande et la Suède[réf. nécessaire]. Il existe également des traitements homéopathiques mais, à l'instar de leurs utilisations pour d'autres troubles, leur effet n'a pas pu être prouvé.

### Bases
L'éjaculation précoce est complètement réversible. Il existe différentes méthodes permettant d’améliorer ce problème. Cependant elles demandent : un réel investissement de l’homme (et de sa compagne ou son compagnon) ; une réelle volonté de s’en sortir et une motivation forte (la résolution d’un tel problème passe par la persévérance et le fait de ne pas se décourager lors des moments de déception qui ne manqueront pas de jalonner la période de rééducation) ; un travail mental pour reprendre confiance en soi, aidé par son ou sa partenaire. L’accompagnement d'un professionnel dans ce domaine ou un sexologue est donc à recommander. La compagne (ou compagnon) a un rôle important vis-à-vis de l'avancement de l'état de l'éjaculateur précoce ; le soutenir moralement pour l'aider à trouver le goût et l'envie d'une sexualité épanouie est essentiel.
Il faut noter également que l’éjaculation précoce n’est pas due à une malformation physique ; l’hypersensibilité du gland que ressent l’éjaculateur précoce n'est pas irréversible.

### Soutien
L’appui du partenaire est fondamental. Souvent, l’éjaculateur précoce s’enferme dans un cercle vicieux et se replie sur lui-même. Le dialogue, même s’il est certainement difficile à engager, est un premier pas nécessaire et libérateur. Si la/le compagne/compagnon doit faire le premier pas, elle/il doit trouver les mots qui expriment clairement ses frustrations et ses attentes mais en assurant son compagnon de tout son soutien et son amour. Il ne sert à rien d’attendre : la politique de l’autruche ne permet pas d’espérer trouver une solution miracle et l’attente finit par amplifier les frustrations et le ressentiment qui risquent alors de déteindre sur les autres aspects de la relation de couple. Pour les éjaculateurs précoces qui ne sont pas en couple stable, il y a tout un travail de rééducation qu’ils peuvent faire seuls. Le besoin de l’aide d’une/un compagne/compagnon n’est nécessaire que pour la phase en couple, pour apprendre à gérer l’excitation. Néanmoins, cette phase peut aller très vite, sans être très contraignante pour la femme/l’homme (à part l’interdiction de pénétration).
Il ne faut pas craindre le jugement d’un nouveau partenaire. Un être humain qui a des sentiments sera indulgent et attentionné, surtout s’il voit en face quelqu’un de volontaire, de solide, dans sa vie de tous les jours et devant ce problème. Il faut établir avant tout une relation affective et de confiance. Pour le premier rapport, il faut avoir confiance (aidé en cela par des exercices de rééducation et le travail d’autopersuasion). Au moindre échec, il ne faut pas se replier sur soi-même. Il faut dialoguer avec son/sa partenaire.

### Exercices
La correction de l’éjaculation précoce peut être vue comme une rééducation par des exercices. Leur but est d’apprendre à contrôler et stabiliser son niveau d’excitation : ce n’est en effet pas le réflexe éjaculatoire qui échappe au contrôle de l’éjaculateur précoce, mais bien le niveau d’excitation qui conduit au déclenchement réflexe de l’éjaculation. Il n’est pas possible d’agir sur le réflexe éjaculatoire mais uniquement sur le niveau d’excitation le déclenchant.
Voici les exercices à suivre dans un premier temps :
- éviter de contracter la musculature pelvienne et les adducteurs des cuisses, car cela précipite l’éjaculation. Il faut au contraire se relâcher comme lors de la miction, et apprendre progressivement à anticiper le réflexe éjaculatoire ;
- effectuer quotidiennement des séries de musculation de la zone du périnée permettent progressivement de prendre conscience de l’existence de ces muscles et de découvrir des façons de les utiliser, en particulier les effets sur l’excitation des contractions ou des décontractions ;
- apprendre à repérer les sensations qui annoncent l’imminence de l’éjaculation afin de ne plus se laisser surprendre par son éjaculation ;
- aborder des techniques de relaxation, comme la sophrologie, ont ici tout leur intérêt et peuvent permettre à l’homme de mieux habiter son corps et d’accroître sa capacité de repérer le seuil éjaculatoire ;
- effectuer des séances de masturbation pendant lesquelles les individus s’astreignent à ne pas éjaculer avant un certain temps. Cela permet d’apprendre à séparer excitation et éjaculation ;
- aborder la masturbation autrement : d’ordinaire, l’homme cherche dans la masturbation le soulagement par l’éjaculation, d’une certaine tension sexuelle. Malheureusement, il acquiert ainsi un automatisme d’excitation rapide qui l’amène vers une éjaculation plus rapide. Pour contrer cela, il faut apprendre à savourer toute la masturbation, à prendre plaisir à une érection et à une excitation qui durent, à mieux repérer ses niveaux d’excitation sexuelle.

Dans un second temps, il y a plusieurs exercices à pratiquer selon les programmes de rééducation envisagés : injonctions paradoxales ; séances programmées de massages mutuels ; enseignement du stop and go ou du squeeze (voir plus bas) ; apprentissage de la stabilisation parfaite de son excitation malgré une très forte stimulation.
Le but est d’inciter le patient, avec l’aide de sa/son partenaire, à faire un travail sur soi, à moduler son niveau d’excitation, à repérer les signes prémonitoires du réflexe éjaculatoire et en influencer le seuil. Alors qu’il vivait le plus souvent une sexualité anhédonique, il est invité à « goûter » le plaisir qui précède et accompagne la décharge éjaculatoire et à partager cette découverte avec sa/son partenaire.
La technique comportementale inventée par Seemans en 1953 et reprise par Masters et Johnson : le squeeze consiste à demander à la/au partenaire de serrer fortement la base du gland à un signal de l’homme. Cette méthode est efficace si le signal de l’homme est réalisé suffisamment tôt, c’est-à-dire avant de sentir le risque d’éjaculer. En fait, l’essentiel n’est pas tant le serrement que son signal ; car qui dit signal dit repère : l’homme souligne (repère) ainsi le niveau d’excitation atteint. Il étalonne son excitation. Le serrement n’a pour but qu’une réassurance. Si le signal est effectué trop tard, au moment où l’homme sent qu’il risque d’éjaculer, ce serrement va comprimer l’urètre empêchant provisoirement au sperme de s’évacuer ; au relâchement, il coulera sans pression. Le Stop and Go de Kaplan consiste à varier et même à arrêter les mouvements selon son excitation. L’homme doit se concentrer sur ses sensations ; dès qu’il perçoit les signes annonciateurs de la survenue de son éjaculation, il fait un signe à son/sa partenaire d’arrêter tout mouvement « Stop ». Son excitation ayant diminué, il fait de nouveau le signal à son/sa partenaire de reprendre la stimulation « Go ». Il s’agit d’une des méthodes les plus simples et des plus efficaces, mais demande une grande concentration.
Quant à la technique sexocorporelle, elle consiste à apprendre de nouvelles aptitudes corporelles, grâce à des techniques et mouvements adéquats qui permettent de contrôler l'excitation et donc l'éjaculation.[réf. souhaitée] Les éjaculations précoces primaires sont traitées avec beaucoup de succès[réf. nécessaire] grâce à ce protocole. Chacun peut apprendre à utiliser son corps différemment, à acquérir de nouvelles compétences, par des actions sur la respiration, sur la tension musculaire, sur la fluidité et les mouvements. Ce protocole est utilisé par certains sexologues formés à cette technique.
Il existe aussi l'exercice kegel qui est une méthode permettant de raffermir les muscles pubbo-coccygiens – ceux-là mêmes qui permettent de se retenir d'uriner- et résout les problèmes d'éjaculation prématurée dans 40 % des cas. Une autre approche similaire est la rééducation des muscles du périnée (muscles ischio-caverneux), une étude du Pr Lavoisier à Lyon a mis en évidence les bienfaits de cette méthode IC-Control dont les résultats ont été publiés dans le journal américain The PhysioTherapy Journal.
En cas d’échec, il est impératif de repérer et évaluer une étiologie névrotique, la cure analytique sera alors à envisager. S’il existe un conflit de couple sous-jacent expliquant l’origine de l’éjaculation prématurée, une thérapie de couple sera alors à envisager.

### Remarques
Il existe de nombreux moyens de passer à l'acte qui ne nécessitent pas de pénétration et qui donc libèrent les partenaires du stress de ne pas pouvoir assurer une pénétration qui répond à leur attente ou à leur idée de l’acte sexuel. Et pour toutes ces variantes de l’acte sexuel, un éjaculateur précoce n’est aucunement gêné par son problème.
Parmi ces variantes sexuelles : la fellation, le cunnilingus, l’anulingus, les massages, les caresses, la masturbation réciproque. 
L’acte sexuel est avant tout un moment d’intimité partagé, de relaxation, de tendresse et de partage. Nul besoin de rendre ce moment anxiogène en voulant à tout prix se conformer à un modèle.

### Ouvrages
- François de Carufel, L'Éjaculation prématurée : compréhension et traitement par la thérapie sexofonctionnelle, Presses univ. de Louvain, 2008, 352 p. (ISBN 978-2-87463-136-8, lire en ligne)
- Catherine Solano et Pascal de Sutter, La Mécanique sexuelle des hommes, Robert Laffont, 2011, 175 p. (ISBN 978-2-221-12623-3, lire en ligne)
- David Darnaud, Bonne nouvelle pour les éjaculateurs précoces : guide d'autoguérison à l'usage des éjaculateurs précoces, Paris, BOD, 2016, 200 p. (ISBN 978-2-322-11500-6, lire en ligne)